# سوشميتا سين
سوشميتا سين (مواليد 19 نوفمبر 1975)  ممثلة وعارضة أزياء هندية، توجت ملكة جمال الكون 1994 لتخلف حاملة اللقب السابقة دايانارا توريس من بورتوريكو في النسخة الثالثة والاربعين من مسابقة ملكة جمال الكون التي عقدت في مانيلا، الفلبين يوم 20 مايو 1994.
توجهت سوشميتا سين بعد ذلك لدخول عالم بوليوود. بدأت حياتها المهنية مع الفيلم الهندي داستاك، صعودها إلى سلم النجومية بالظهور في الفيلم الموسيقى التاميلي راتشاجان أمام أكينيني ناغارجونا؛ في وقت لاحق، حصلت على الاعتراف التجاري لأدوارها في فيلم سيرف توم (1999) وفيلم الكوميدي بيوي رقم 1 (1999). هذا الأخير حصل عليها جائزة فيلم فير لأفضل ممثلة في دور ثانوي. كما أنها عملت في أفلام ناجحة تجاريا مثل آنكين (2002)، وفيلم مين هون نا (2004), أكبر نجاحتها التجارية حتى الآن، وفيلم ماين بيار كيون كيا؟ (2005). تلقت إشادة نقدية لأدوارها النسائية في أفلام مثل فيلهال (2002)، ساماي: عندما يضرب الوقت (2003)، تشينغاري (2005)، صخور زنداغي (2006)، آغ (2007).

## نشأتها
ولد سين في أسرة بنغالية، في حيدر أباد. والديها شوبر سين، قائد الجناح السابق للقوات الجوية الهندية، وسوبهرا سين، مصمم المجوهرات وصاحب متجر في دبي. لديها اثنين من الأشقاء، وهي شقيقة اسمها نيلام وشقيق يدعى راجيف.
ارتادت معهد اليوبيل الذهبي للقوات الجوية, في نيودلهي ومدرسة سانت آن الثانوية في سيكوندراباد، لكنها لم تتابع التعليم العالي.

## وصلات خارجية
- سوشميتا سين على موقع IMDb (الإنجليزية)
- سوشميتا سين على موقع ألو سيني (الفرنسية)
- سوشميتا سين على موقع أول موفي (الإنجليزية)
- سوشميتا سين على موقع إن إن دي بي (الإنجليزية)
- سوشميتا سين على موقع قاعدة بيانات الفيلم (الإنجليزية)
- سوشميتا سين على موقع كينوبويسك (الروسية)